# محمد دحمان
محمد دحمان (انگلیسی: Mohammed Dahman؛ زادهٔ ۸ مهٔ ۱۹۵۹) بازیکن فوتبال اهل سوریه است.
وی به همراه تیم ملی فوتبال سوریه در بازی‌های المپیک تابستانی ۱۹۸۰ شرکت کرده است.